# Ángeles González-Sinde

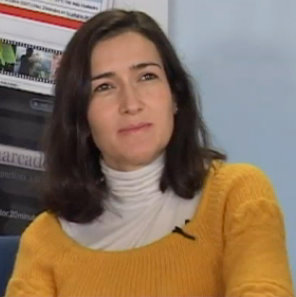
Ángeles González-Sinde (2009)

Ángeles González-Sinde (* 1965 in Madrid) ist eine spanische Film- und Werbespotregisseurin und Drehbuchautorin. Von April 2009 bis Dezember 2011 war sie spanische Kulturministerin im Kabinett Zapatero.

## Leben
González-Sinde studierte Klassische Altertumswissenschaft an der Universität Complutense Madrid und absolvierte einen Master im Filmdrehbuch an der American Film Institute von Los Angeles. 2006 wurde sie zur Vorsitzenden der Spanischen Akademie für Filmkunst und Filmwissenschaft (Academia de las Artes y las Ciencias Cinematográficas de España, AACCE) ernannt, die von ihrem Vater José María González-Sinde gegründet worden war.
Am 7. April 2009 kündigte der spanische Regierungschef José Luis Rodríguez Zapatero bei einer Kabinettsumbildung ihre Ernennung zur Kulturministerin an.

## Filmographie

### Als Drehbuchautorin
- La casa de los líos – Fernsehserie (1996)
- La buena estrella (1997), von Ricardo Franco
- Lágrimas negras (1998), von Ricardo Franco
- Segunda piel (1999), von Gerardo Vera
- Las razones de mis amigos (2000), von Gerardo Herrero
- Antigua vida mía (2001), von Héctor Olivera
- Cuéntame cómo pasó – Fernsehserie (2001)
- El misterio Galíndez (2003), von Gerardo Herrero
- Manolito Gafotas (2004), von Antonio Merecero
- La suerte dormida (2003)
- La vida que te espera (2004), von Manuel Gutiérrez Aragón
- La puta y la ballena (2004), von Luis Puenzo
- Madrid 11M: Todos íbamos en ese tren (2004)
- Entre vivir y soñar (2004), von Alfonso Albacete und David Menkes
- Heroína (2005), von Gerardo Herrero
- Los aires difíciles (2006), von Gerardo Herrero
- Todos estamos invitados (2007), von Manuel Gutiérrez Aragón
- Una palabra tuya (2008)

### Als Filmregisseurin
- La suerte dormida (2003)
- Madrid 11M: Todos íbamos en ese tren (2004) – «Como los demás»
- Una palabra tuya (2008)

## Veröffentlichungen
- El buen hijo. Editorial Planeta, Barcelona 2013, ISBN 978-84-08-11995-1.

## Ehrungen/Preis
- Goya/Bestes Originaldrehbuch, La buena estrella, von Ricardo Franco (1997)
- Goya/Beste Nachwuchsregie, La suerte dormida (2003)
- Preis Turia La suerte dormida (2003)
- XX Festival de Cine Español de Málaga, Bestes Drehbuch Heroína (2005), von Gerardo Herrero
- Zweiter Preis beim Premio Planeta (2003) für El buen hijo.